# 아일랜드 이탄지보전평의회
아일랜드 이탄지보전평의회(아일랜드어: Comhairle Chaomhnaithe Phortaigh na hÉireann)는 1982년 세워진 아일랜드의 비영리기구로, 아일랜드의 이탄 습원지대를 보전하고 보호하는 것을 목적으로 삼는다.